# Isopogon mnoraifolius
Isopogon mnoraifolius är en tvåhjärtbladig växtart som beskrevs av Mcgill.. Isopogon mnoraifolius ingår i släktet Isopogon och familjen Proteaceae. Inga underarter finns listade i Catalogue of Life.